# Західно-Бацький округ

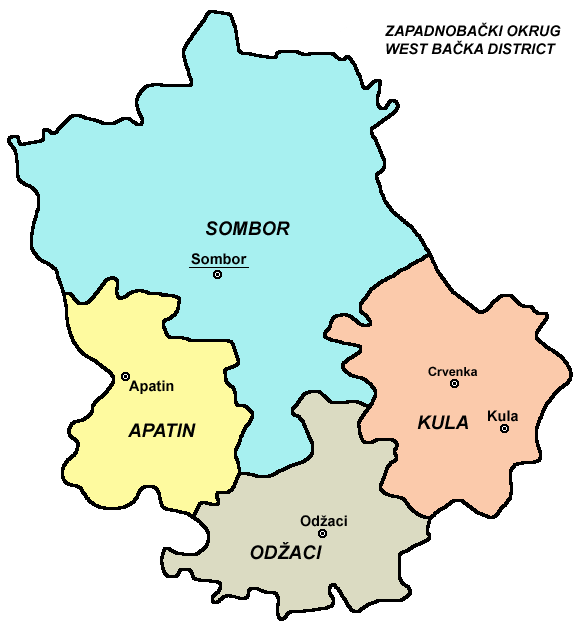

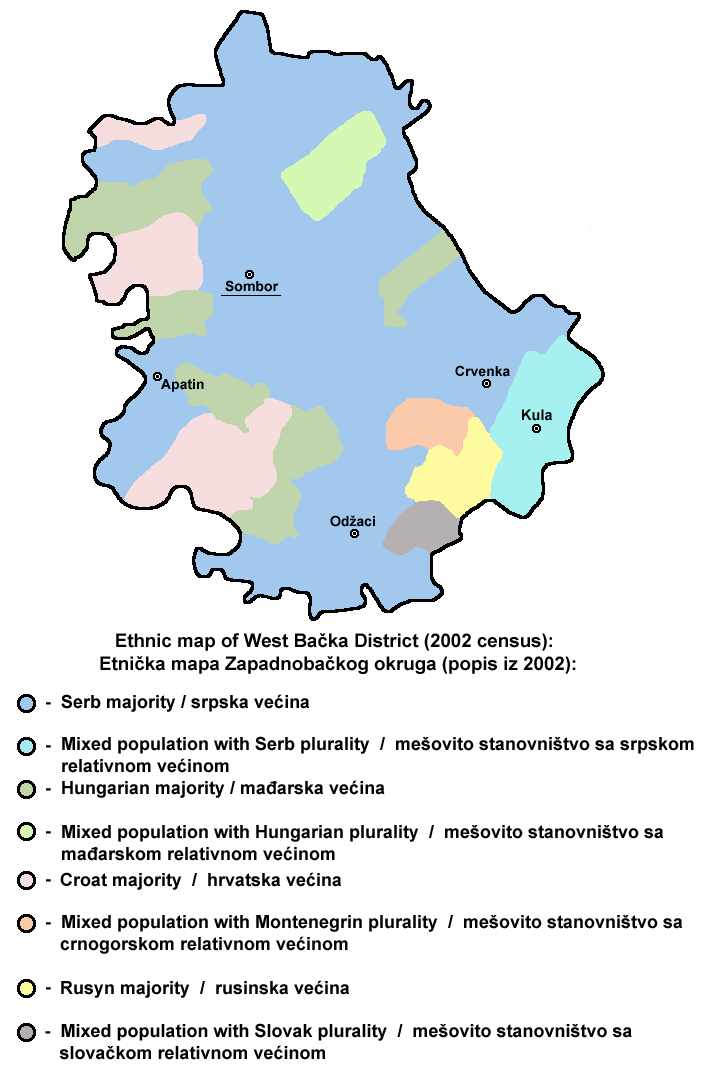

За́хідно-Ба́цький о́круг (серб. Западнобачки округ) — адміністративний округ в Сербії, в складі автономного краю Воєводина. Адміністративний центр — місто Сомбор.
Округ цікавий для українців — наявністю там українсько-русинської громади, яка мешкає компактно в общині Кула та кілька сімей поселилися в общині Оджаці.

## Населення
Згідно з даними перепису 2002 року в окрузі проживало 213 242 особи, з них:
- серби — 62,9 %
- угорці — 10,2 %
- хорвати — 6,1 %
- чорногорці — 4,3 %
- югослави — 3,2 %
- русини — 2,6 %
- бунєвці — 1,3 %
- українці — 0,71 %

## Адміністративний поділ
Округ поділяється на 4 общини:
| № | Община | Площа, км² | Населення, осіб (2002, перепис) | Кількість нас. пунктів |
| - | ------ | ---------- | ------------------------------- | ---------------------- |
| 1 | Апатин | 350        | 32 813                          | 5                      |
| 2 | Кула   | 481        | 48 353                          | 7                      |
| 3 | Оджаці | 411        | 35 582                          | 9                      |
| 4 | Сомбор | 1177       | 97 263                          | 16                     |